# Georges-Paul Wagner
Pour les articles homonymes, voir Wagner.
Georges-Paul Wagner, né le 26 février 1921 à Paris 12e et mort le 11 juin 2006 à Paris, est avocat au barreau de Paris, militant monarchiste et député du Front national.

## Biographie
Fils de Georges-Joseph Wagner (1880-1959), avocat et commandeur de la Légion d'honneur, et de Victorine Marie Alice Fonteny (1891-1954), il est d'ascendance française, principalement bretonne (canton de Ploemeur par sa mère, Gouarec par son père), mais aussi bourguignonne.
En 1948-1949, il est secrétaire de la Conférence du stage de Paris.
De 1974 à 1976, il préside l'Association nationale des avocats.
Après avoir milité à l'Action française devenue le mouvement Restauration nationale durant les années 1950 et écrit dans Aspects de la France (il fut membre des Comités directeurs de l'Action française de 1963 à 1970), il participe en 1971 à la création de la Nouvelle Action française aux côtés de Bertrand Renouvin, Yvan Aumont et Gérard Leclerc. Opposé à la dérive gauchisante de la NAF, il s'en éloignera en 1974 après l'avoir présidée jusqu'à cette date. Il a été membre des dirigeants du « Cercle Jean de Brem » et du comité de rédaction de la Revue universelle.
Le 16 mars 1986, Georges-Paul Wagner est élu député des Yvelines, sous les couleurs du Rassemblement national (label des candidats issus du Front national ou soutenus par lui). Son mandat a pris fin en mai 1988, après la dissolution de l'Assemblée nationale par le président François Mitterrand, réélu à l'issue de la première Cohabitation.
En octobre 1986, il fonde, avec Roland Hélie et Philippe Colombani, l'Institut d'histoire et de politique, centre de formation au service du FN, formation dont il restera longtemps proche.
En 1989, il adhère au Cercle renaissance.
Il collabore régulièrement au quotidien Présent, dans une Chronique du lundi (publiée dans le numéro daté du mardi), où il fait une large place aux rapports de la politique et de la justice. Durant les années 1960-70, il avait également collaboré à l'AF université (AFU), à la revue Nouvelle Action française et à Item.
Sur le plan judiciaire, il a notamment été l'avocat de Jean-Marie Le Pen, a défendu les participants de l'attentat du Petit-Clamart contre le général de Gaulle et obtenu une relaxe au bénéfice de Michel-Georges Micberth dans l'affaire dite des chèques Pompidou.
En janvier 1998, il est chargé de la justice dans le contre-gouvernement du FN supervisé par Jean-Claude Martinez.
Il succède, en juin 2001, à l'historien et journaliste Pierre Chaumeil à la tête de l'Association professionnelle de la presse monarchiste française, créée en 1882.
Il est mort le 11 juin 2006. Ses funérailles ont été célébrées à Paris en l'église Saint-Nicolas-du-Chardonnet le 16 juin.
Époux de l'avocate Monique-Madeleine Péron, il est le père de l'avocat et juriste publiciste François Wagner.

## Publications
- La Comédie parlementaire (avril 1986-juillet 1987), Paris,  Éd. de Présent, 1987. Recueil d’articles parus dans Présent.
- (avec Dominique Remy), La condamnation, Bordeaux, Ulysse, 1992. Contient les plaidoiries du procès de la LICRA contre Marcel Lefebvre, 21 juin 1990.
- Promenades à travers un septennat (1989-1995), Paris, Éd. de Présent, [1995].
- D'un palais l'autre. Mémoires, Bouère, Éditions Dominique Martin Morin, 2000.
- L'entre-trois-guerres. Souvenirs sans repentance, Bouère, Éditions Dominique Martin Morin, 2001.
- Maurras en justice, Étampes, Éd. Clovis, 2002.
- Les ailes de l'espérance: chroniques du lundi, Paris, Éd. Godefroy de Bouillon, 2004. Rassemble les chroniques publiées dans Présent entre 2002 et 2004.

### Entretien
- National vidéo  46. Jean-Marie Le Pen et Georges-Paul Wagner, réalisé par Marie-Caroline Le Pen, Paris, SERP, 1993. 1 cass. vidéo (1 h 30 min).